# Punct de trecere (Star Trek: Voyager)
„Punct de trecere” (titlu original: „Threshold”) este al 15-lea episod din al doilea sezon al serialului TV american SF Star Trek: Voyager, al 31-lea în total. A avut premiera la 29 ianuarie 1996 pe canalul UPN. A fost regizat de Alexander Singer după un scenariu de Brannon Braga bazat pe o poveste de Michael De Luca.

## Prezentare
Tom Paris depășește pragul transwarp în naveta Cochrane, proiectată pentru a atinge viteza de warp 10, dar are parte de niște efecte secundare bizare.
Deși este teoretic imposibil, distorsiunea 10 este atinsă de mai multe ori de Tom Paris în acest episod:
Kathryn Janeway : "Îți amintești ce s-a întâmplat ? "
Tom Paris : "Oh, da. M-am uitat la... M-am uitat la vitezometru, care indica distorsiunea 10. Și deodată mi-am dat seama că mă puteam vedea. Vedeam în afara navetei Voyager, interiorul navei. Interiorul acestei încăperi. Pentru un moment, am fost peste tot în același timp. Literalmente peste tot, căpitane. Cu Kazonii, acasă la mine, cu Klingonienii. Totul era acolo. Nu știu cum să explic. A fost ca... Nu, nimic nu poate descrie ceea ce a fost."
În urma acestei experiențe, Tom Paris suferă un proces accelerat de evoluție biologică. Rețineți, totuși, că acest episod este considerat de unii ca fiind cel mai slab episod din Star Trek și că Brannon Braga, autorul, îl vede ca pe o mare prostie. Cu alte cuvinte, toate evenimentele din Punct de trecere sunt considerate a fi neoficial non-canonice de către fani și de către autor.

## Actori ocazionali
- Raphael Sbarge - Michael Jonas
- Mirron E. Willis - Rettik
- Tarik Ergin - Lt. Ayala (nemenționat)[3]